# Гребнев, Павел Степанович
Па́вел Степа́нович Гре́бнев (1919, с. Моряковский Затон, Нелюбинская волость, Томский уезд, Томская губерния, Россия — 10 декабря 1944, Требишов, Чехословакия) — участник Великой Отечественной войны, полный кавалер ордена Славы.

## Биография
Павел Степанович Гребнев родился в 1919 году в русской семье рабочего и крестьянки в посёлке Моряковский Затон, что расположилось на левобережье реки Томь. Окончил начальную школу (4 класса), а затем с ранней юности стал работать в селе, затем в Томске. Родители перебрались в село Орловка под Томском, оттуда в 1940 году (в возрасте 21 года) Томским военкоматом Томского округа Новосибирской области Павел был призван в ряды Красной Армии.
На фронтах Великой Отечественной войны фронтовой разведчик Павел Гребнев оказался с самого начала — с июня 1941 года. За время боёв умелым, смелым, инициативным воином. Прошёл трудный боевой путь, участвовал в оборонительных боях 1941—1942 гг., затем в составе гвардейских частей освобождал оккупированные территории РСФСР, Украинской ССР, Чехословакии.
Погиб при освобождении чехословацкого города Требишов. В боевом донесении (копия представлена на сайте «Мемориал Министерства обороны РФ») указывается, что гвардеец убит в ожесточённом бою прямо на центральной площади города.
Захоронен (вероятно) в братской могиле воинского кладбища советских солдат в словацком городе Требишов.
Русский, член ВЛКСМ с 1940.

## Подвиги
- Разведчик взвода пешей разведки 7-го гвардейского воздушно-десантного полка (2-я гвардейская воздушно-десантная дивизия, 18-я армия, 1-й Украинский фронт) гвардии рядовой Павел Гребнев 1 мая 1944 года, действуя с группой бойцов в районе села Уторопы (Косовский район Ивано-Франковской области Украинской ССР), уничтожил свыше 10 вражеских солдат. Взятый им в плен гитлеровец дал ценные сведения. Приказом по дивизии от 06.06.1944 награждён орденом Славы III-й степени.
- 27 мая 1944 года гвардии ефрейтор П. С. Гребнев с группой разведчиков в районе 21 км южнее города Коломыя (Ивано-Франковская область) захватил в плен 2-х человек противника. 4 июня 1944 года у села Яблонов (Косовский район Ивано-Франковской области Украинской ССР) забросал гранатами вражеский блиндаж и прикрыл огнём отход разведчиков с «языком». Приказом по дивизии от 27.07.1944 награждён орденом Славы II-й степени.
- На следующий день после награждения орденом, 28 июля 1944 года, в районе 26 км юго-западнее города Коломыя Павел Гребнев вместе с другими бойцами истребил около 10 и пленил ещё несколько гитлеровцев; 1 августа 1944 года, участвуя в отражении контратаки противника, его группа бойцов вывела из строя до 50 вражеских солдат и офицеров. Указом Президиума Верховного Совета СССР от 24.03.1945 награждён орденом Славы I-й степени (посмертно)[6].

Получив в боях три ордена Славы, Павел Степанович Гребнев стал полным Кавалером Ордена Славы.

## Награды
(В официальных публикациях о других наградах героя информация не указывается).
- Три ордена Славы: III-й степени (06.06.1944), II-й степени (27.07.1944), I-й степени (24.03.1945).

## Память
- Имя Павла Степановича Гребнева представлено на Памятной стеле томичей-героев на аллее Боевой славы томичей в Лагерном саду города Томска.
- Имя Степана Петровича Гребнева и его брата (тоже героя) присвоено улице в родном селе Моряковский Затон — улица Братьев Гребневых.
- Нет информации о памяти в Ивано-Франковской области Украины и в городе Требишов Словакии.

## Литературные источники
- Кавалеры ордена Славы трёх степеней: Краткий биографический словарь / Пред. ред. коллегии Д. С. Сухоруков. — М.: Воениздат, 2000. — С.145.
- Томск в судьбе Героев: Краткий биографический справочник Героев Советского Союза и кавалеров ордена Славы I степени / Сост. Н. Б. Морокова. — Томск: Издательский дом D-Print, 2005. — 168 с. ISBN 5-902514-12-6. — С.141-142.
- ЦАМО РФ. Фонд 33. — Опись 686046. — Дело 26. — Лист 277.
- Морокова Н. Б., Приль Л. Н. Гребнев Павел Степанович // Энциклопедия Томской области. Том 1. — Томск, 2008. — С.173.